# Heiligenblut am Großglockner

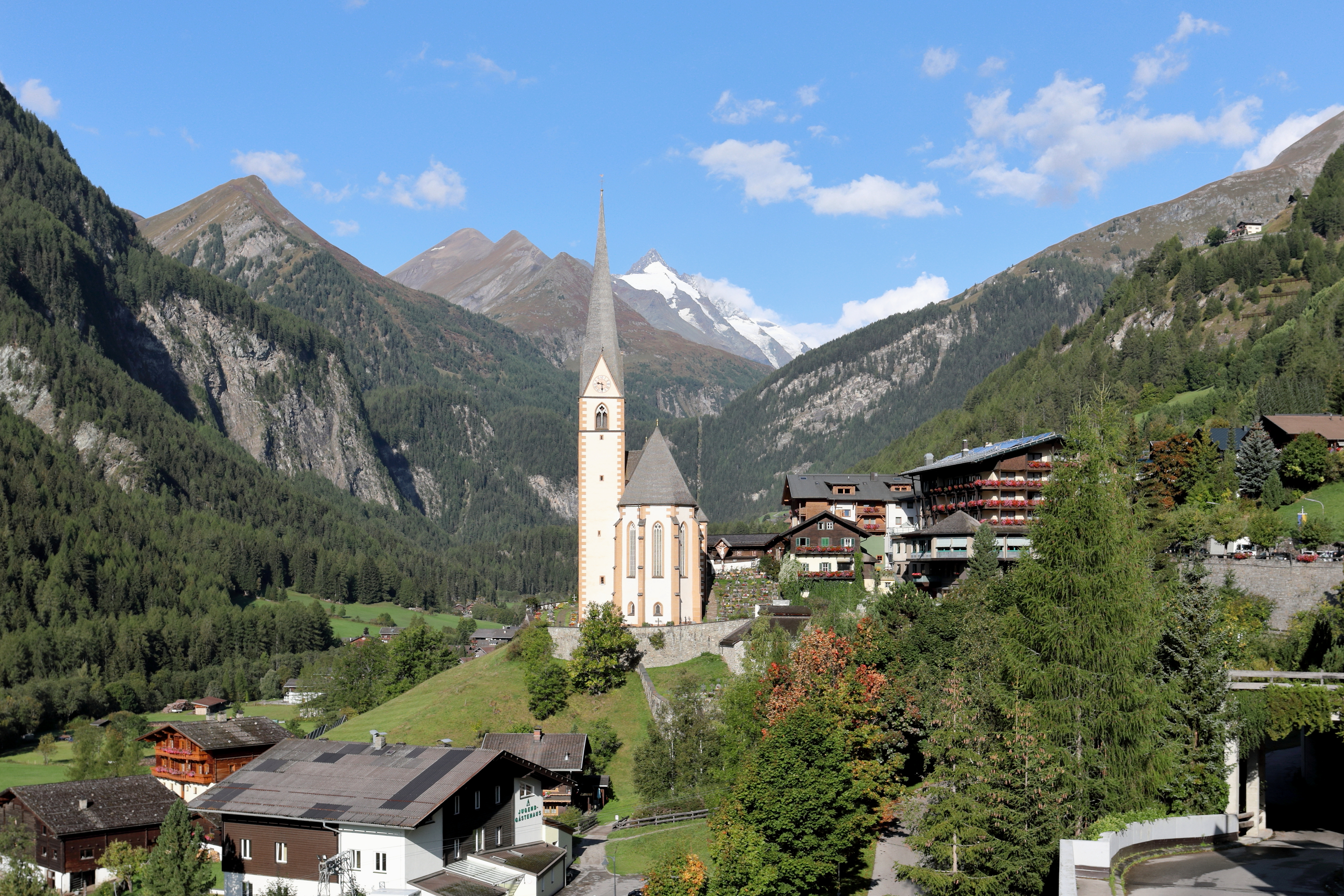
Heiligenblut.

Heiligenblut är en kommun i det österrikiska förbundslandet Kärnten. Kommunen är belägen i det nordvästra hörnet av Kärnten 1 288 m ö.h. i nationalparken Hohe Tauern. Vid Heiligenblut börjar Großglockneralpvägen.
Kommunens administration finns i byn Hof. 

## Historia
Heiligenblut som har anor tillbaka till medeltiden var alpbondby fram till 1900-talet. Befolkningen levde delvis på guldbrytningen, delvis på vallfart som uppkom under medeltiden i samband med det legendariska fyndet av det ”heliga blodet”.
Mot slutet av 1800-talet började sommarturismen ta fart när Heiligenblut blev luftkurort och från och med 1930-talet även vinterturismen. Till utvecklingen bidrog byggandet av Großglockneralpvägen på 1930-talet.

## Orter
Kommunen består av elva orter (Ortschaften) (inom parentes invånarantal 1 januari 2024):

- Aichhorn (33)
- Apriach (126)
- Fleiß (37)
- Hadergasse (43)
- Hof (148)
- Pockhorn (107)
- Rojach (142)
- Schachnern (62)
- Untertauern (67)
- Winkl (164)
- Wolkersdorf (19)

## Kultur och sevärdheter
- Den gotiska vallfartskyrkan med sitt spetsiga torn byggdes på 1300- och 1400-talen i gotisk stil. Kostbara inventarier är sakramentshuset av sten från 1496 och det sengotiska flygelaltaret från 1520.
- Den 400 år gamla museibondgården Mentlhof och skvaltkvarnarna vid Apriach vittnar om alpjordbruket
- Guldgrävarbyn vid Heiligenblut är ett friluftsmuseum som skildrar guldbrytningens historia från romartiden fram till 1900-talet.

## Näringsliv
Heiligenblut är en turistkommun med omkring 300 000 övernattningar årligen. På sommaren är Heiligenblut utgångspunkt för utflykter och vandringar i nationalparken Hohe Tauern och på vintern är orten ett vintersportcentrum.